# Sonnenfinsternis vom 5. November 2059
Die ringförmige Sonnenfinsternis vom 5. November 2059 spielt sich größtenteils über
Europa, Afrika und Asien sowie dem Indischen Ozean ab. Westeuropa und Nordwestafrika erleben die Sonnenfinsternis beim Sonnenaufgang, Südostasien bei Sonnenuntergang.
Das Maximum der Finsternis liegt in Somalia ca. 30 km nordwestlich von Las Anod; die Dauer der Ringförmigkeit liegt dort bei 7 Minuten und 0 Sekunden.

## Verlauf
Die Sonnenfinsternis beginnt bei Sonnenaufgang im Golf von Biskaya. Die ringförmige Zone erreicht erstmals an der Westküste Frankreichs das Festland und zieht sich dann überwiegend über Südfrankreich zum Mittelmeer. Dabei wird auch Andorra und der nordwestlichste Teil Spaniens überquert. Die ringförmige Zone überstreicht dann den Süden Korsikas, sowie die italienischen Inseln Sardinien und Sizilien und die äußerste Südspitze des italienischen Festlandes. Malta liegt knapp außerhalb der Ringförmigkeit. Der Nordwesten Libyens liegt innerhalb der ringförmigen Zone, ebenso wie Ägypten, dort insbesondere der Nassersee (Assuan-Stausee). Die Zone der Ringförmigkeit überquert sodann den Westen des Sudan, Eritrea, Dschibuti und Somalia. Auf dem Weg über den Indischen Ozean werden die südlichsten Inseln der Malediven überquert. Bei Sonnenuntergang wird die indonesische Insel Sumatra erreicht, dort endet die Sonnenfinsternis.
Für diese Finsternis ergeben sich trotz unterschiedlicher Annahmen des Delta T (NASA: 113,2s, CalSky: 73,2s) bei der Berechnung des konkreten Verlaufes der Zone kaum Unterschiede.

## Orte in der ringförmigen Zone
| Land                 | Ort                    | Dauer  | Uhrzeit (UT) | Bemerkung          |
| -------------------- | ---------------------- | ------ | ------------ | ------------------ |
| Frankreich           | Bordeaux               | 5m 19s | 07:33        | [ Sichtbarkeit 1 ] |
| Frankreich           | Toulouse               | 5m 20s | 07:33        | [ Sichtbarkeit 1 ] |
| Andorra              | Andorra la Vella       | 1m 54s | 07:33        | [ Sichtbarkeit 1 ] |
| Frankreich           | Marseille              | 3m 23s | 07:35        |                    |
| Frankreich (Korsika) | Bonifacio              | 3m 58s | 07:37        |                    |
| Italien (Sardinien)  | Sassari                | 5m 33s | 07:37        |                    |
| Italien (Sizilien)   | Palermo                | 5m 40s | 07:40        |                    |
| Ägypten              | Assuan                 | 5m 36s | 08:15        |                    |
| Sudan                | Bur Sudan (Port Sudan) | 5m 55s | 08:30        |                    |
| Dschibuti            | Dschibuti (Stadt)      | 5m 3s  | 08:59        |                    |
| Malediven            | Addu-Atoll             | 4m 37s | 10:40        |                    |
| Indonesien (Sumatra) | Medan                  | 3m 45s | 11:00        | [ Sichtbarkeit 2 ] |

1. 1 2 3  
Sonne geht partiell verfinstert auf.
2. ↑  
Sonne geht unmittelbar nach Ende der Ringförmigkeit verfinstert unter

## Sichtbarkeit im deutschsprachigen Raum
Die Finsternis ist im deutschsprachigen Raum, als partielle Sonnenfinsternis, im ganzen Verlauf sichtbar. Die Finsternis beginnt im Nordwesten kurz vor Sonnenaufgang, in den anderen Gebieten bald danach, bei tiefstehender Sonne. Die größte Verfinsterung, etwa 70 Minuten nach Sonnenaufgang, im wird im Südwesten in Zermatt im Schweizer Kanton Wallis mit 78 % Bedeckung erreicht. Die geringste Verfinsterung, wird im Nordosten in Sassnitz auf Rügen mit maximal zu 50 % Bedeckung erreicht.
| Land        | Ort               | Bedeckung | Bemerkung |
| ----------- | ----------------- | --------- | --------- |
| Schweiz     | Bern              | 76 %      |           |
| Schweiz     | Basel             | 74 %      |           |
| Österreich  | Salzburg          | 67 %      |           |
| Österreich  | Wien              | 62 %      |           |
| Deutschland | München           | 68 %      |           |
| Deutschland | Frankfurt am Main | 66 %      |           |
| Deutschland | Berlin            | 56 %      |           |
| Deutschland | Hamburg           | 56 %      |           |